# Sedia Panton

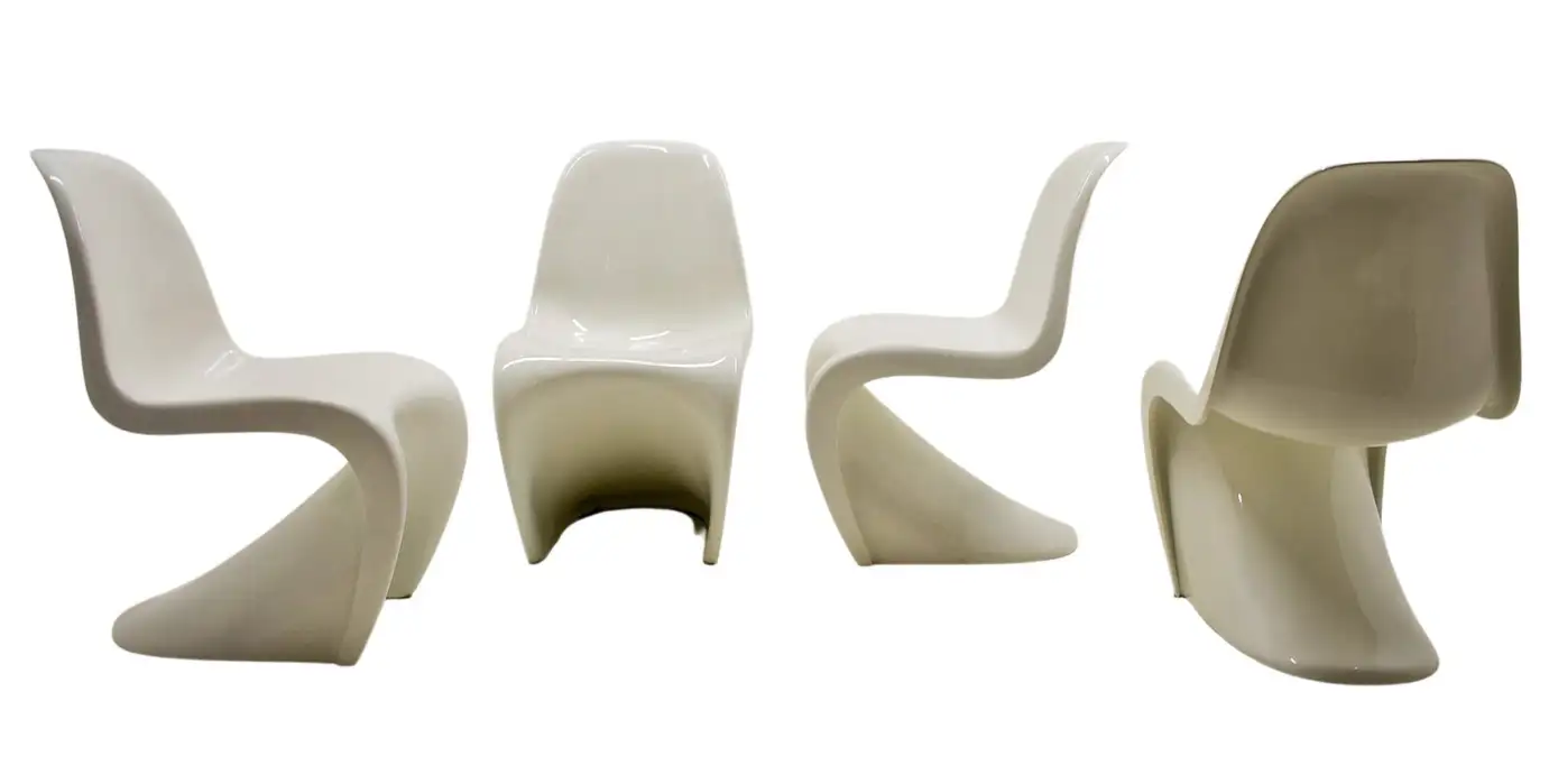
Esemplare in fibra di vetro anni '60

La sedia Panton, disegnata dal designer Verner Panton, fu la prima sedia al mondo stampata in una singola unità grazie alla tecnica innovativa dello stampaggio ad iniezione. Fu progettata nel 1960 e dal 1967 cominciò ad essere prodotta in serie dall’azienda Vitra. Lo scopo di Panton era di disegnare una sedia in materiale plastico confortevole, versatile, impilabile ed economicamente accessibile.
La seduta è esposta in diversi musei tra i quali: Museum of Modern Art (MoMA) di New York, al Design Museum di Londra, al Deutsches Historisches Museum di Berlino e al Danish Museum of Art & Design di Copenaghen.

## Storia
Il design danese è uno stile di design e di architettura che si è sviluppato a partire dagli anni ’50 del XX secolo in Danimarca. 
Questo stile è caratterizzato dall’uso di forme organiche d'impatto unite alla sperimentazione di nuovi materiali creati dall’uomo, come le plastiche. I primi designer a usare questi materiali furono Arne Jacobsen e Verner Panton. Quest'ultimo predilige l’uso di curve, di linee sinuose, di profili delicati e di un tratto morbido per definire le forme dell'oggetto.
Il design danese non si occupa solamente di arredo ma ha vari campi di applicazione tra cui l’industria automobilistica e l’industria elettronica. 
L’obiettivo del designer era quello di creare una seduta completamente in plastica composta da un unico pezzo. Per fare ciò prese ispirazione dalla sedia Cantilever progettata da Bodo e Heinz Rasch nel 1927 e dalla sedia Zig Zag di Gerrit Rietveld nel 1932. Verner Panton iniziò la progettazione a fine anni ’50, ma solamente negli anni '60 iniziò a sviluppare i suoi primi modelli. La presentazione ufficiale avvenne in collaborazione con Vitra nel 1967. Per ragioni di fabbricazione, il design dovette subire considerevoli alterazioni. Il primo materiale usato per la produzione in serie fu la fibra di vetro rinforzata dal poliestere; questa soluzione si rivelò inadatta per la produzione di massa, in quanto il processo di produzione era molto lungo poiché serviva molto tempo per rifinire la superficie della sedia stessa, senza arrivare al risultato desiderato. Per questo motivo iniziarono a sperimentare l'uso del poliuretano e del polistirolo termoplastico, utilizzando la stampa ad iniezione di questo materiale plastico, la quale si rivelò nuovamente inadatta in quanto poco resistente agli agenti atmosferici e all’usura. Solo a partire dagli anni ’90 la sedia Panton tornò in produzione grazie all’uso del polipropilene, un materiale che ricordava molto il polistirolo termoplastico usato nelle sedie prodotte dal 1971 al 1979, però risultava un materiale più morbido e meno propenso al dettaglio. La finitura superficiale lucida delle versioni precedenti dovette far spazio ad una finitura opaca. La sedia Panton fin dal 1968, anno in cui venne presentato al salone del mobile di Colonia, divenne un’icona del moderno design scandinavo.

## Caratteristiche

### Caratteristiche tecniche

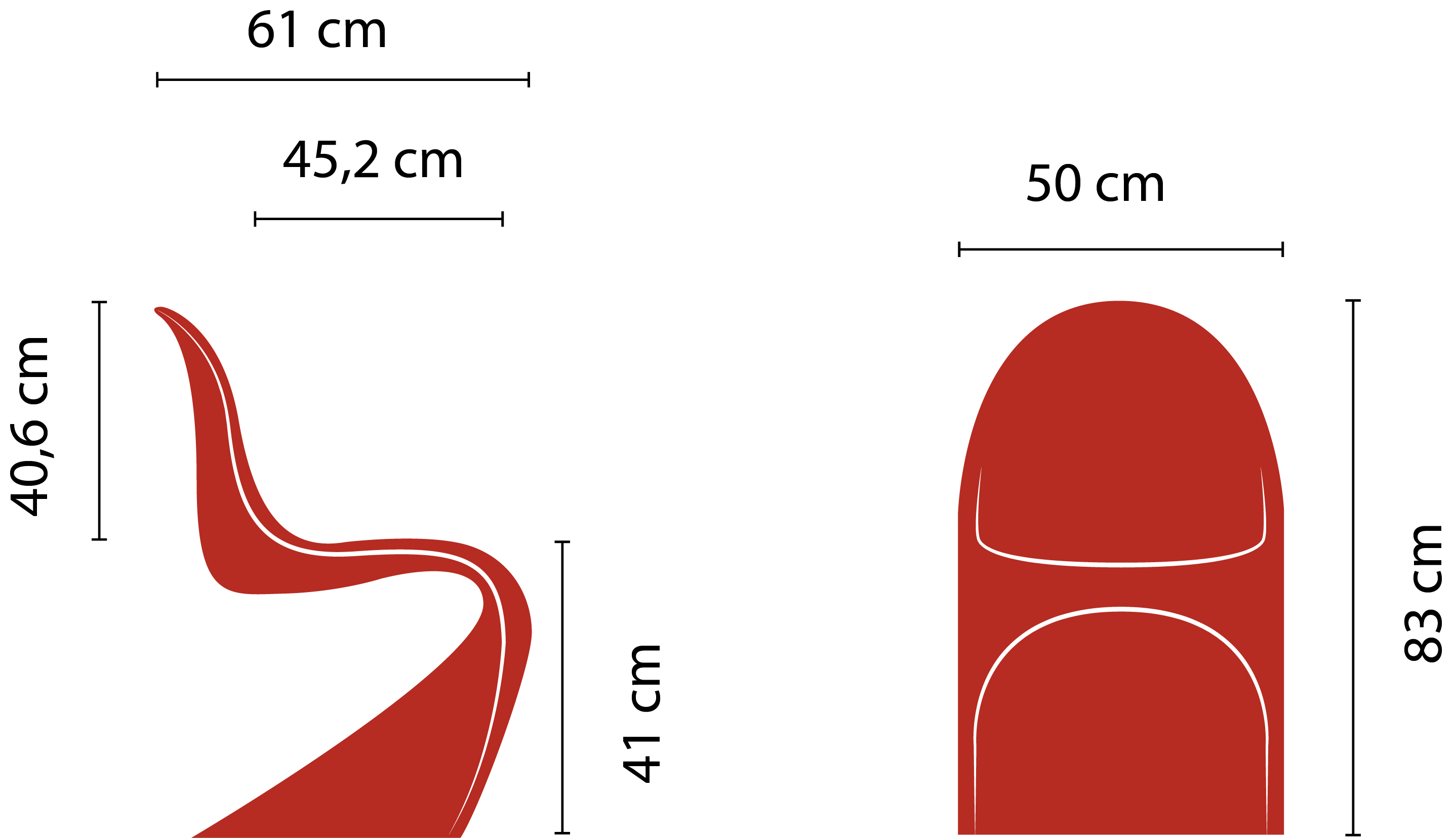
Rappresenta la schematizzazione della seduta Panton e delle sue misure di massima

La sedia Panton è caratterizzata da una forma a sbalzo, innovativa per il design scandinavo. Il profilo a ‘S’ e i bordi arrotondati che corrono lungo la seduta le donano sensualità e fluidità. Questi ultimi inoltre, conferiscono  rigidità e forza al materiale plastico. 
La sedia Panton presenta un corpo sagomato e rifinito, ciò la rende ergonomica, confortevole e di facile impilabilità, fino ad un massimo di 5 elementi. La base è invece svasata, ciò le conferisce stabilità ed  equilibrio. La sua forma fa sì che "essa si imponga nell’ambiente come una moderna scultura".
Il materiale impiegato è il polipropilene con stampo a iniezione, entrambi estremamente innovativi per l’epoca. Questo materiale e la tecnica di produzione usata sono la chiave della sua realizzazione. La gamma di  colori e finiture possibili sono varie e la superficie brillante stimola l'attenzione e la curiosità del pubblico.

### Caratteristiche formali

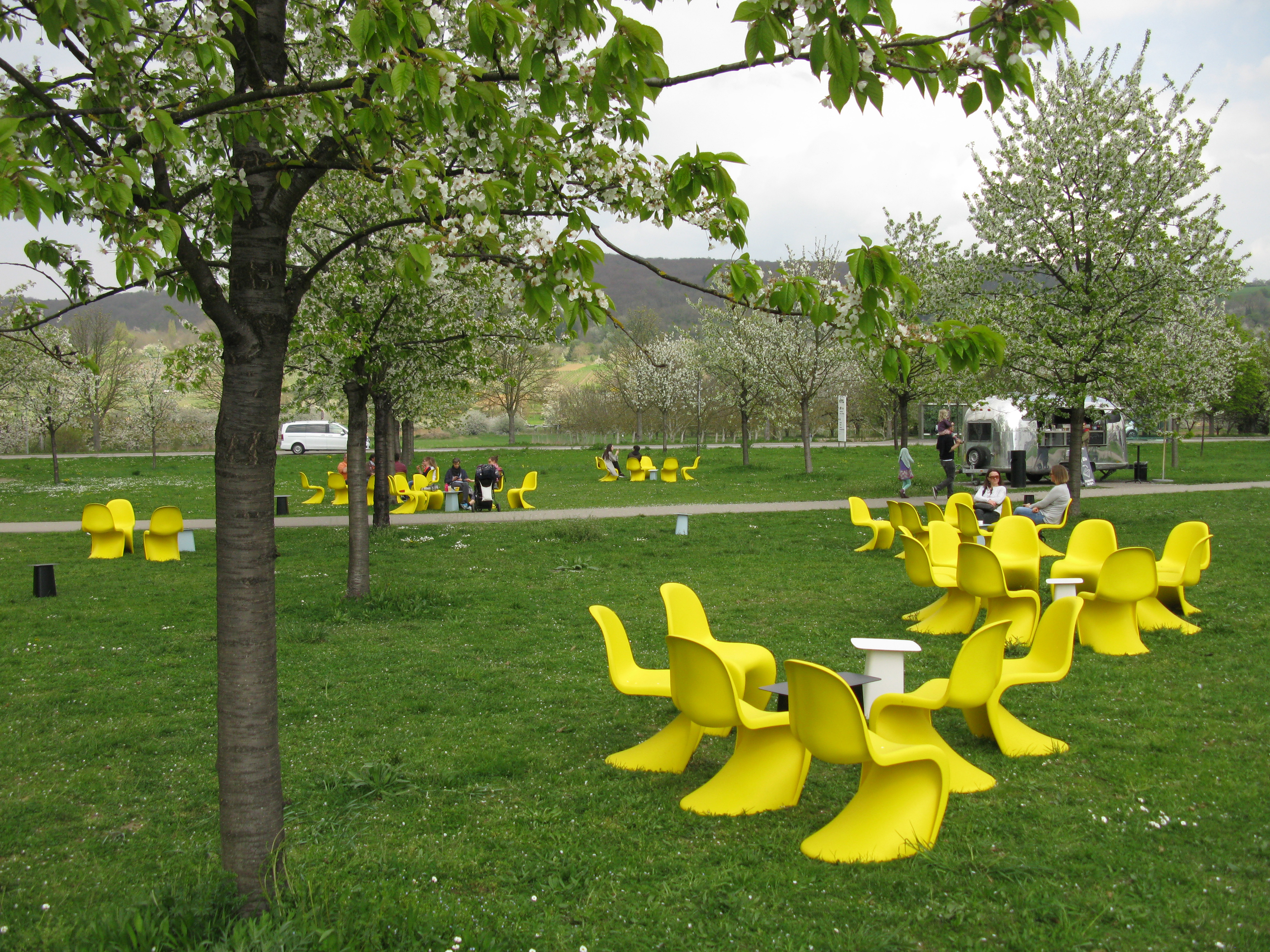
Sedie Panton fuori dalla Vitra Haus di Weil am Rhein.

L’obiettivo del designer Verner Panton era quello di realizzare una sedia che desse l’idea di crescere dal pavimento, una sedia trasformata in qualcosa “di più naturale e organico, che non ha mai quattro gambe”. Da ciò, la Sedia Panton riprende quella che è la caratteristica dell’Art Nouveau ossia il fatto d'ispirarsi direttamente alla natura. 
Grazie alla sua forma, infatti, la sedia Panton è stata concepita per seguire le curve del corpo umano.
Dal punto di vista formale, la sedia Panton presenta una tipica forma ad “S” che insieme ai bordi arrotondati e rifiniti le dona sinuosità. Le linee appaiono infatti morbide e continue, dando un senso di comfort e fluidità. “La sua forma a sbalzo è innovativa, le sue curve sinuose e le sue finiture patinate sono chiari riferimenti al design automobilistico”. Questi richiami si notano anche nella base della seduta, la quale ricorda il paraurti di un'automobile. La seduta è inoltre sagomata in modo da essere ergonomica e accogliere comodamente il corpo, creando un tutt’uno tra l’oggetto e l’uomo.
Per quanto riguarda la sedia Panton si parla di ipocodifica, secondo Umberto Eco, poiché negli anni Sessanta del Novecento è stata oggetto di design innovativo.
Essa rappresenta un “simbolo di rottura con il passato dal momento che si discosta totalmente dalla tradizione”.

## Contesti d'uso
“Tra i vantaggi della sedia Panton vi è la facile adattabilità allo spazio in cui viene inserita”. Infatti, “può essere usata da sola o in gruppo ed è adatta per interni ed esterni”. La seduta presenta speciali additivi i quali ritardano il deterioramento del materiale. Nonostante ciò, se esposta per lunghi periodi alla luce del sole, il colore può modificarsi nel tempo.
Inoltre, la sedia Panton è una seduta molto versatile infatti, è presente anche nella versione Junior per bambini, “la quale è circa il 25% più piccola della seduta originale”.
La sedia Panton rappresenta “un simbolo di un’epoca e un’icona di design che non dimostra l’età che ha”, è dunque una seduta atemporale che va oltre le mode. Viene utilizzata grazie alle sue caratteristiche in diversi contesti domestici, come in cucina, in sala da pranzo, nella camera da letto, nello studio, nel cortile interno e in veranda.
Alcuni esempi di utilizzo di questa famosa icona del design all’interno di Casa Olivi disegnata dagli architetti Markus Wespi e Jerome de Meuron a Treia nelle Marche oppure all’interno del ristorante Varna nella città danese di Aarhus, arredato interamente da Verner Panton nel 1971.

## Valorizzazione
In riferimento al lavoro di Jean-Marie Floch sulla valorizzazione del design, la sedia Panton Classic si presenta come una seduta solida ma allo stesso tempo flessibile grazie alla forma, alla tecnologia di produzione e al suo materiale, che oltre a renderlo un oggetto innovativo, rappresenta uno dei fattori che 
rendono questa seduta una “pietra miliare nella storia contemporanea del design del mobile”. Usando la tecnologia della stampa ad iniezione i costi di produzione si sono notevolmente abbassati rispetto alla prima versione del 1967. Grazie all’uso di un unico stampo è possibile stampare un numero notevole di pezzi in un tempo ridotto.

## Varianti
Le prime sedie Panton prodotte da Vitra alla fine degli anni '60 si presentavano con una finitura lucida nei colori nero, rosso o bianco. Queste versioni della sedia vennero commercializzate con il nome di "Panton Chair Classic"; tutt’ora prodotte in schiuma poliuretanica rigida. Le serie prodotte invece dal 1999 presentano una finitura opaca e sono adatte anche per uso esterno; sono disponibili in diversi colori tra cui grigio ghiaccio, mandarino e chartreuse, oltre i classici. Infine Vitra produce dal 2008 una versione adatta ai bambini sempre con una finitura opaca con i colori bianco, rosso classico, azzurro chiaro, rosa chiaro, lime scuro e mandarino.

## Curiosità
Per il 50º anniversario della presentazione della sedia Panton, Vitra ha creato due serie limitate della seduta: una con finitura a specchio chiamata "Panton Chrome" e l’altra con finitura che si illumina al buio chiamata "Panton Glow". L’effetto specchio deriva da un’idea maturata negli anni ’70 da Verner Panton, il designer riteneva che questa finitura a specchio risaltasse le curve della sedia stessa, ma in quel periodo non era ancora possibile applicarlo al materiale di produzione. La serie Glow nasce dalla collaborazione tra Vitra e Marianne, la moglie del designer, per creare un oggetto in stile futuristico, colorato e capace di emettere luce seguendo il sogno del marito.